# Copa Calcuta
La Copa Calcuta (en inglés Calcutta Cup) es un trofeo de rugby que se otorga anualmente al vencedor del partido entre las selecciones de Inglaterra y Escocia en el Torneo de las Seis Naciones.
La Copa Calcuta es el trofeo más antiguo disputado entre dos equipos internacionales de rugby, anterior a la Copa Bledisloe, la cual inicio en 1932.

## El Club de Calcuta
El 25 de diciembre de 1872, por Navidad, se jugó en Calcuta un partido de rugby entre 20 jugadores representando a Inglaterra y 20 en representación de Escocia, Irlanda y País de Gales. El partido tuvo tal éxito que se repitió una semana más tarde. Estos amantes del rugby querían formar un club en la zona y los partidos antes mencionados fueron los causantes de la formación del Calcutta Football Club en enero de 1873.
El Club de Calcuta se unió a la Rugby Football Union en 1874. A pesar de la no idoneidad del clima indio para la práctica del rugby, el club prosperó durante el primer año, hasta la supresión de la barra libre en los partidos. Sus miembros decidieron separarse, pero deseosos de perpetuar el nombre del club, se retiraron los fondos del club del banco, que se encontraban en rupias de plata, con las cuales, una vez fundidas, se fabricó una copa que se presentó a la RFU en 1878, con la disposición que debía ser competida anualmente.

## La Copa
La copa es de manufactura india, con 45 cm de altura. El cuerpo está finamente grabado con tres cobras reales que forman las asas. La tapadera está rematada por un elefante. La inscripción en la base de madera de la Copa dice lo siguiente: THE CALCUTTA CUP. A la base se han unido placas adicionales que registran la fecha de cada partido disputado con el nombre del país ganador y los nombres de los dos capitanes.
El trofeo original se encuentra en un estado muy frágil tras muchos años de malos tratos y no está en una condición lo suficientemente fuerte como para asistir a los partidos o viajar. Cuando Inglaterra gana la Copa Calcuta el original se pone en exposición pública en el Museo del Rugby en el estadio de Twickenham, donde va girando lentamente en una vitrina especialmente diseñada. Ambas naciones tienen réplicas de tamaño completo de la Copa.

## Historial
| 1879 | Escocia | 3 – 3 | Inglaterra | Raeburn Place, Escocia, |  |

| 1880 | Inglaterra | 9 – 3 | Escocia | Whalley Range, Inglaterra, |  |

| 1881 | Escocia | 4 – 4 | Inglaterra | Raeburn Place, Escocia, |  |

| 1882 | Inglaterra | 0 – 2 | Escocia | Whalley Range, Inglaterra, |  |

| 1883 | Escocia | 1 – 2 | Inglaterra | Raeburn Place, Escocia, |  |

| 1884 | Inglaterra | 3 – 1 | Escocia | Blackheath, Inglaterra, |  |

| 1886 | Escocia | 0 – 0 | Inglaterra | Raeburn Place, Escocia, |  |

| 1887 | Inglaterra | 1 – 1 | Escocia | Whalley Range, Inglaterra, |  |

| 1890 | Escocia | 0 – 6 | Inglaterra | Raeburn Place, Escocia, |  |

| 1891 | Inglaterra | 3 – 9 | Escocia | Athletic Ground, Richmond, Inglaterra, |  |

| 1892 | Escocia | 0 – 5 | Inglaterra | Raeburn Place, Escocia, |  |

| 1893 | Inglaterra | 0 – 8 | Escocia | Headingley, Inglaterra, |  |

| 1894 | Escocia | 6 – 0 | Inglaterra | Raeburn Place, Escocia, |  |

| 1895 | Inglaterra | 3 – 6 | Escocia | Athletic Ground, Richmond, Inglaterra, |  |

| 1896 | Escocia | 11 – 0 | Inglaterra | Hampden Park, Escocia, |  |

| 1897 | Inglaterra | 8 – 3 | Escocia | Fallowfield, Inglaterra, |  |

| 1898 | Escocia | 3 – 3 | Inglaterra | Powderhall, Escocia, |  |

| 1899 | Inglaterra | 0 – 5 | Escocia | Blackheath, Inglaterra, |  |

| 1900 | Escocia | 0 – 0 | Inglaterra | Inverleith, Escocia, |  |

| 1901 | Inglaterra | 3 – 18 | Escocia | Blackheath, Inglaterra, |  |

| 1902 | Escocia | 3 – 6 | Inglaterra | Inverleith, Escocia, |  |

| 1903 | Inglaterra | 6 – 10 | Escocia | Athletic Ground, Richmond, Inglaterra, |  |

| 1904 | Escocia | 6 – 3 | Inglaterra | Inverleith, Escocia, |  |

| 1905 | Inglaterra | 0 – 8 | Escocia | Athletic Ground, Richmond, Inglaterra, |  |

| 1906 | Escocia | 3 – 9 | Inglaterra | Inverleith, Escocia, |  |

| 1907 | Inglaterra | 3 – 8 | Escocia | Blackheath, Inglaterra, |  |

| 1908 | Escocia | 16 – 10 | Inglaterra | Inverleith, Escocia, |  |

| 1909 | Inglaterra | 8 – 18 | Escocia | Athletic Ground, Richmond, Inglaterra, |  |

| 1910 | Escocia | 5 – 14 | Inglaterra | Inverleith, Escocia, |  |

| 1911 | Inglaterra | 13 – 8 | Escocia | Twickenham, Inglaterra, |  |

| 1912 | Escocia | 8 – 3 | Inglaterra | Inverleith, Escocia, |  |

| 1913 | Inglaterra | 3 – 0 | Escocia | Twickenham, Inglaterra, |  |

| 1914 | Escocia | 15 – 16 | Inglaterra | Inverleith, Escocia, |  |

| 1920 | Inglaterra | 13 – 4 | Escocia | Twickenham, Inglaterra, |  |

| 1921 | Escocia | 0 – 18 | Inglaterra | Inverleith, Escocia, |  |

| 1922 | Inglaterra | 11 – 5 | Escocia | Twickenham, Inglaterra, |  |

| 1923 | Escocia | 6 – 8 | Inglaterra | Inverleith, Escocia, |  |

| 1924 | Inglaterra | 19 – 0 | Escocia | Twickenham, Inglaterra, |  |

| 1925 | Escocia | 14 – 11 | Inglaterra | Murrayfield, Escocia, |  |

| 1926 | Inglaterra | 9 – 17 | Escocia | Twickenham, Inglaterra, |  |

| 1927 | Escocia | 21 – 13 | Inglaterra | Murrayfield, Escocia, |  |

| 1928 | Inglaterra | 6 – 0 | Escocia | Twickenham, Inglaterra, |  |

| 1929 | Escocia | 12 – 6 | Inglaterra | Murrayfield, Escocia, |  |

| 1930 | Inglaterra | 0 – 0 | Escocia | Twickenham, Inglaterra, |  |

| 1931 | Escocia | 28 – 19 | Inglaterra | Murrayfield, Escocia, |  |

| 1932 | Inglaterra | 16 – 3 | Escocia | Twickenham, Inglaterra, |  |

| 1933 | Escocia | 3 – 0 | Inglaterra | Murrayfield, Escocia, |  |

| 1934 | Inglaterra | 6 – 3 | Escocia | Twickenham, Inglaterra, |  |

| 1935 | Escocia | 10 – 7 | Inglaterra | Murrayfield, Escocia, |  |

| 1936 | Inglaterra | 9 – 8 | Escocia | Twickenham, Inglaterra, |  |

| 1937 | Escocia | 3 – 6 | Inglaterra | Murrayfield, Escocia, |  |

| 1938 | Inglaterra | 16 – 21 | Escocia | Twickenham, Inglaterra, |  |

| 1939 | Escocia | 6 – 9 | Inglaterra | Murrayfield, Escocia, |  |

| 1947 | Inglaterra | 24 – 5 | Escocia | Twickenham, Inglaterra, |  |

| 1948 | Escocia | 6 – 3 | Inglaterra | Murrayfield, Escocia, |  |

| 1949 | Inglaterra | 19 – 3 | Escocia | Twickenham, Inglaterra, |  |

| 1950 | Escocia | 13 – 11 | Inglaterra | Murrayfield, Escocia, |  |

| 1951 | Inglaterra | 5 – 3 | Escocia | Twickenham, Inglaterra, |  |

| 1952 | Escocia | 3 – 19 | Inglaterra | Murrayfield, Escocia, |  |

| 1953 | Inglaterra | 26 – 8 | Escocia | Twickenham, Inglaterra, |  |

| 1954 | Escocia | 3 – 13 | Inglaterra | Murrayfield, Escocia, |  |

| 1955 | Inglaterra | 9 – 6 | Escocia | Twickenham, Inglaterra, |  |

| 1956 | Escocia | 6 – 11 | Inglaterra | Murrayfield, Escocia, |  |

| 1957 | Inglaterra | 16 – 3 | Escocia | Twickenham, Inglaterra, |  |

| 1958 | Escocia | 3 – 3 | Inglaterra | Murrayfield, Escocia, |  |

| 1959 | Inglaterra | 3 – 3 | Escocia | Twickenham, Inglaterra, |  |

| 1960 | Escocia | 12 – 21 | Inglaterra | Murrayfield, Escocia, |  |

| 1961 | Inglaterra | 6 – 0 | Escocia | Twickenham, Inglaterra, |  |

| 1962 | Escocia | 3 – 3 | Inglaterra | Murrayfield, Escocia, |  |

| 1963 | Inglaterra | 10 – 8 | Escocia | Twickenham, Inglaterra, |  |

| 1964 | Escocia | 15 – 6 | Inglaterra | Murrayfield, Escocia, |  |

| 1965 | Inglaterra | 3 – 3 | Escocia | Twickenham, Inglaterra, |  |

| 1966 | Escocia | 6 – 3 | Inglaterra | Murrayfield, Escocia, |  |

| 1967 | Inglaterra | 27 – 14 | Escocia | Twickenham, Inglaterra, |  |

| 1968 | Escocia | 6 – 8 | Inglaterra | Murrayfield, Escocia, |  |

| 1969 | Inglaterra | 8 – 3 | Escocia | Twickenham, Inglaterra, |  |

| 1970 | Escocia | 14 – 5 | Inglaterra | Murrayfield, Escocia, |  |

| 1971 | Inglaterra | 15 – 16 | Escocia | Twickenham, Inglaterra, |  |

| 1972 | Escocia | 23 – 9 | Inglaterra | Murrayfield, Escocia, |  |

| 1973 | Inglaterra | 20 – 13 | Escocia | Twickenham, Inglaterra, |  |

| 1974 | Escocia | 16 – 14 | Inglaterra | Murrayfield, Escocia, |  |

| 1975 | Inglaterra | 7 – 6 | Escocia | Twickenham, Inglaterra, |  |

| 1976 | Escocia | 22 – 12 | Inglaterra | Murrayfield, Escocia, |  |

| 1977 | Inglaterra | 26 – 6 | Escocia | Twickenham, Inglaterra, |  |

| 1978 | Escocia | 0 – 15 | Inglaterra | Murrayfield, Escocia, |  |

| 1979 | Inglaterra | 7 – 7 | Escocia | Twickenham, Inglaterra, |  |

| 1980 | Escocia | 18 – 30 | Inglaterra | Murrayfield, Escocia, |  |

| 1981 | Inglaterra | 23 – 17 | Escocia | Twickenham, Inglaterra, |  |

| 1982 | Escocia | 9 – 9 | Inglaterra | Murrayfield, Escocia, |  |

| 1983 | Inglaterra | 12 – 22 | Escocia | Twickenham, Inglaterra, |  |

| 1984 | Escocia | 18 – 6 | Inglaterra | Murrayfield, Escocia, |  |

| 1985 | Inglaterra | 10 – 7 | Escocia | Twickenham, Inglaterra, |  |

| 1986 | Escocia | 33 – 6 | Inglaterra | Murrayfield, Escocia, |  |

| 1987 | Inglaterra | 21 – 12 | Escocia | Twickenham, Inglaterra, |  |

| 1988 | Escocia | 6 – 9 | Inglaterra | Murrayfield, Escocia, |  |

| 1989 | Inglaterra | 12 – 12 | Escocia | Twickenham, Inglaterra, |  |

| 1990 | Escocia | 13 – 7 | Inglaterra | Murrayfield, Escocia, |  |

| 1991 | Inglaterra | 21 – 12 | Escocia | Twickenham, Inglaterra, |  |

| 1992 | Escocia | 7 – 25 | Inglaterra | Murrayfield, Escocia, |  |

| 1993 | Inglaterra | 26 – 12 | Escocia | Twickenham, Inglaterra, |  |

| 1994 | Escocia | 14 – 15 | Inglaterra | Murrayfield, Escocia, |  |

| 1995 | Inglaterra | 24 – 12 | Escocia | Twickenham, Inglaterra, |  |

| 1996 | Escocia | 9 – 18 | Inglaterra | Murrayfield, Escocia, |  |

| 1997 | Inglaterra | 41 – 13 | Escocia | Twickenham, Inglaterra, |  |

| 1998 | Escocia | 20 – 34 | Inglaterra | Murrayfield, Escocia, |  |

| 1999 | Inglaterra | 24 – 21 | Escocia | Twickenham, Inglaterra, |  |

| 2000 | Escocia | 19 – 13 | Inglaterra | Murrayfield, Escocia, |  |

| 2001 | Inglaterra | 43 – 3 | Escocia | Twickenham, Inglaterra, |  |

| 2002 | Escocia | 3 – 29 | Inglaterra | Murrayfield, Escocia, |  |

| 2003 | Inglaterra | 40 – 9 | Escocia | Twickenham, Inglaterra, |  |

| 2004 | Escocia | 13 – 35 | Inglaterra | Murrayfield, Escocia, |  |

| 2005 | Inglaterra | 43 – 22 | Escocia | Twickenham, Inglaterra, |  |

| 2006 | Escocia | 18 – 12 | Inglaterra | Murrayfield, Escocia, |  |

| 2007 | Inglaterra | 42 – 20 | Escocia | Twickenham, Inglaterra, |  |

| 2008 | Escocia | 15 – 9 | Inglaterra | Murrayfield, Escocia, |  |

| 2009 | Inglaterra | 26 – 12 | Escocia | Twickenham, Inglaterra, |  |

| 2010 | Escocia | 15 – 15 | Inglaterra | Murrayfield, Escocia, |  |

| 2011 | Inglaterra | 22 – 16 | Escocia | Twickenham, Inglaterra, |  |

| 2012 | Escocia | 6 – 13 | Inglaterra | Murrayfield, Escocia, |  |

| 2013 | Inglaterra | 38 – 18 | Escocia | Twickenham, Inglaterra, |  |

| 2014 | Escocia | 0 – 20 | Inglaterra | Murrayfield, Escocia, |  |

| 2015 | Inglaterra | 25 – 13 | Escocia | Twickenham, Inglaterra, |  |

| 2016 | Escocia | 9 – 15 | Inglaterra | Murrayfield, Escocia, |  |

| 2017 | Inglaterra | 61 – 21 | Escocia | Twickenham, Inglaterra, |  |

| 2018 | Escocia | 25 – 13 | Inglaterra | Murrayfield, Escocia, |  |

| 2019 | Inglaterra | 38 – 38 | Escocia | Twickenham, Inglaterra, |  |

| 2020 | Escocia | 6 – 13 | Inglaterra | Murrayfield, Escocia, |  |

| 2021 | Inglaterra | 6 - 11 | Escocia | Twickenham, Inglaterra, |  |

| 2022 | Escocia | 20 – 17 | Inglaterra | Murrayfield, Escocia, |  |

| 2023 | Inglaterra | 23 - 29 | Escocia | Twickenham, Inglaterra, |  |

| 2024 | Escocia | 30 – 21 | Inglaterra | Murrayfield, Escocia, |  |

| 2025 | Inglaterra | 16 - 15 | Escocia | Twickenham, Inglaterra, |  |

## Marcas
El récord actual de puntos conseguidos por un jugador en el partido de la Copa Calcuta está en posesión de Jonny Wilkinson en 2007 con 27 puntos. El récord anterior lo tenía Rob Andrew con 24 puntos.

## Palmarés
| Inglaterra | 72 Trofeos |
| Escocia    | 45 Trofeos |

Nota: El trofeo 2025 es el último torneo considerado